# オリナス
オリナス（OLINAS）とは、東京都墨田区太平(通称:錦糸町)にある、ショッピングモールやシネマコンプレックス、オフィスビルやマンションから成る複合商業施設。

## 概要
1893年(明治26年)から1997年(平成9年)までこの地にあった、時計メーカー精工舎(セイコー)の工場跡地の再開発事業として、東京建物が中心となって開発され、2006年に開業した。
専門店の入る「オリナスモール」、大型商業施設の入る「オリナスコア」、オフィスビル「オリナスタワー」、マンション「ブリリアタワー東京」の、4棟で形成される。
名称は、建設地の「錦」の連想から、職・住・遊が融合して「織り成す」イメージから付けられた。また、アルファベット表記のOLINASは、「Organization of Lifestyle Interface, New bussiness, Amenity, Shopping」の頭文字となっている。
オリナスモール・オリナスコアの建物は、2012年にシンガポールのキャピタランドに取得されている。
駐車場はパーク24によって管理されている。

## 沿革
- 1997年　精工舎工場閉鎖
- 2006年4月20日　開業

## 主な店舗
- タワーレコード - モール4階(閉店)
- タイトーFステーション - モール地下1階 旧アドアーズ
- BLΛNDE - コア地下1階 旧東急ストア
- スーパースポーツゼビオ - コア1階 旧コムサストア
- ヴィクトリア ゴルフ - コア1階 旧コムサストア
- ヤマダ電機 - コア2階 旧島忠
- ニトリ - コア3階 旧ベビーザらス
- セリア - コア地下1階
- H&M - モール1階
- スターバックス - モール1階

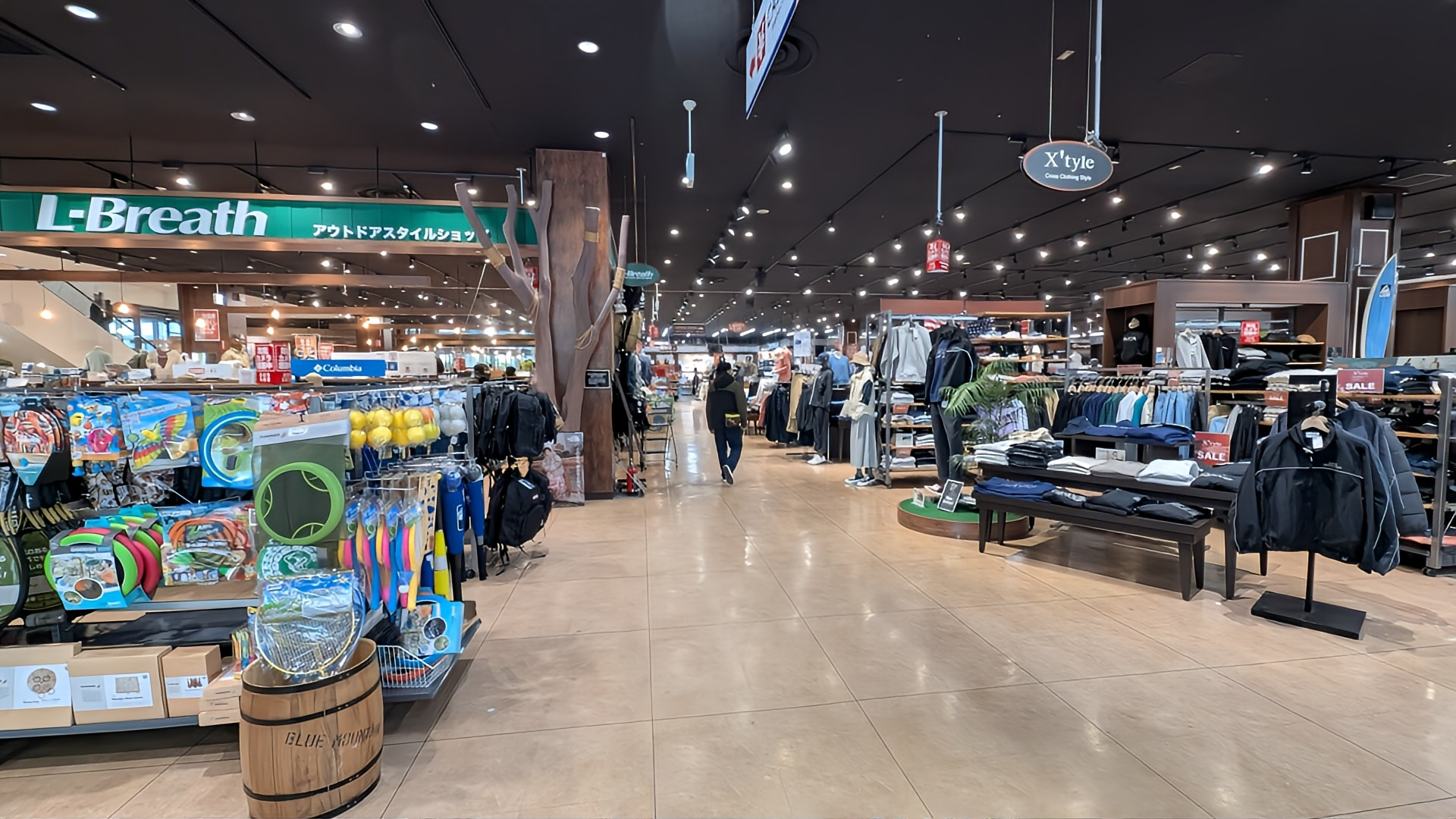
コア1階 アウトドア用品
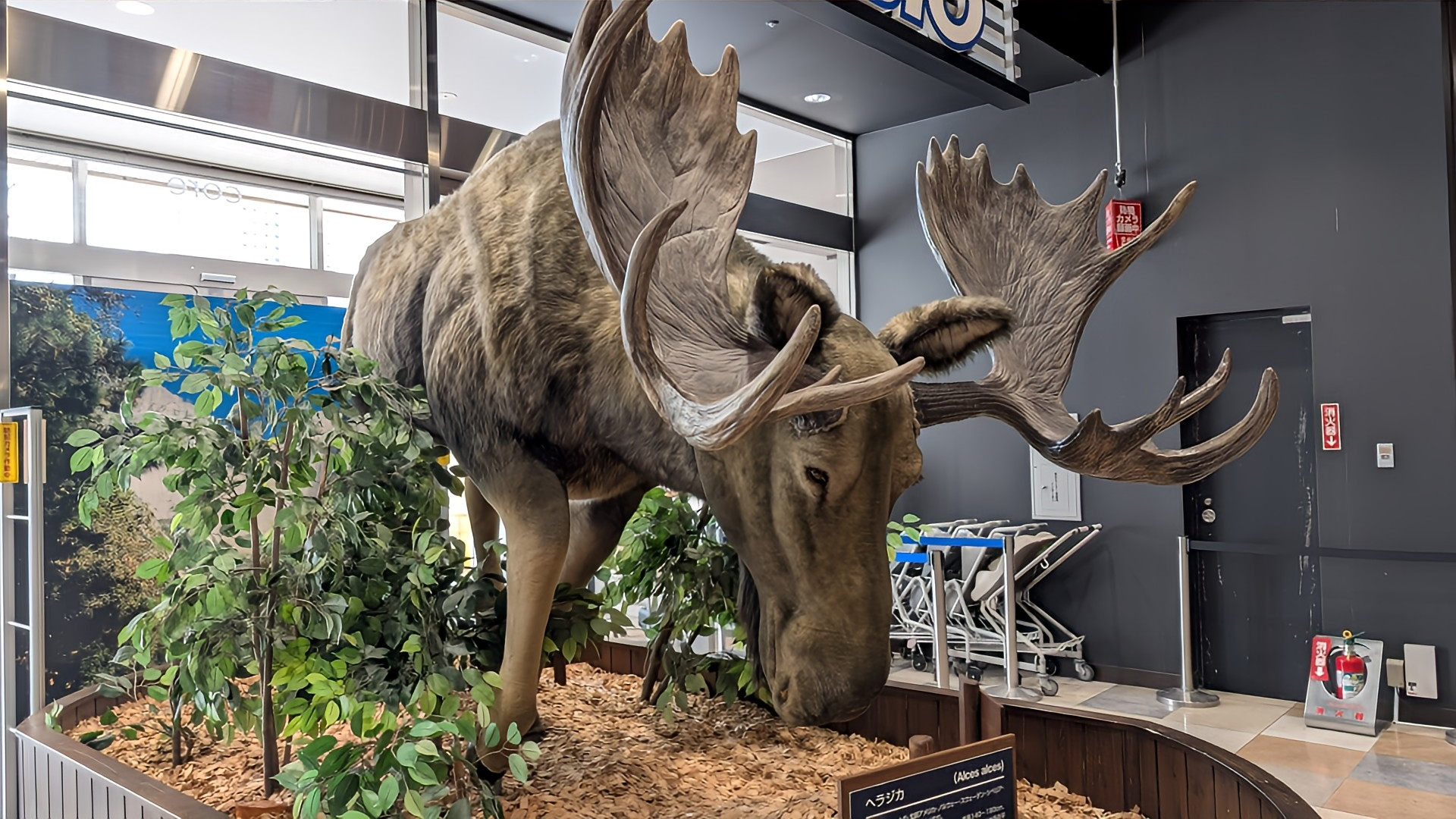
コア1階 スーパースポーツゼビオ入り口のヘラジカ

### TOHOシネマズ錦糸町 オリナス

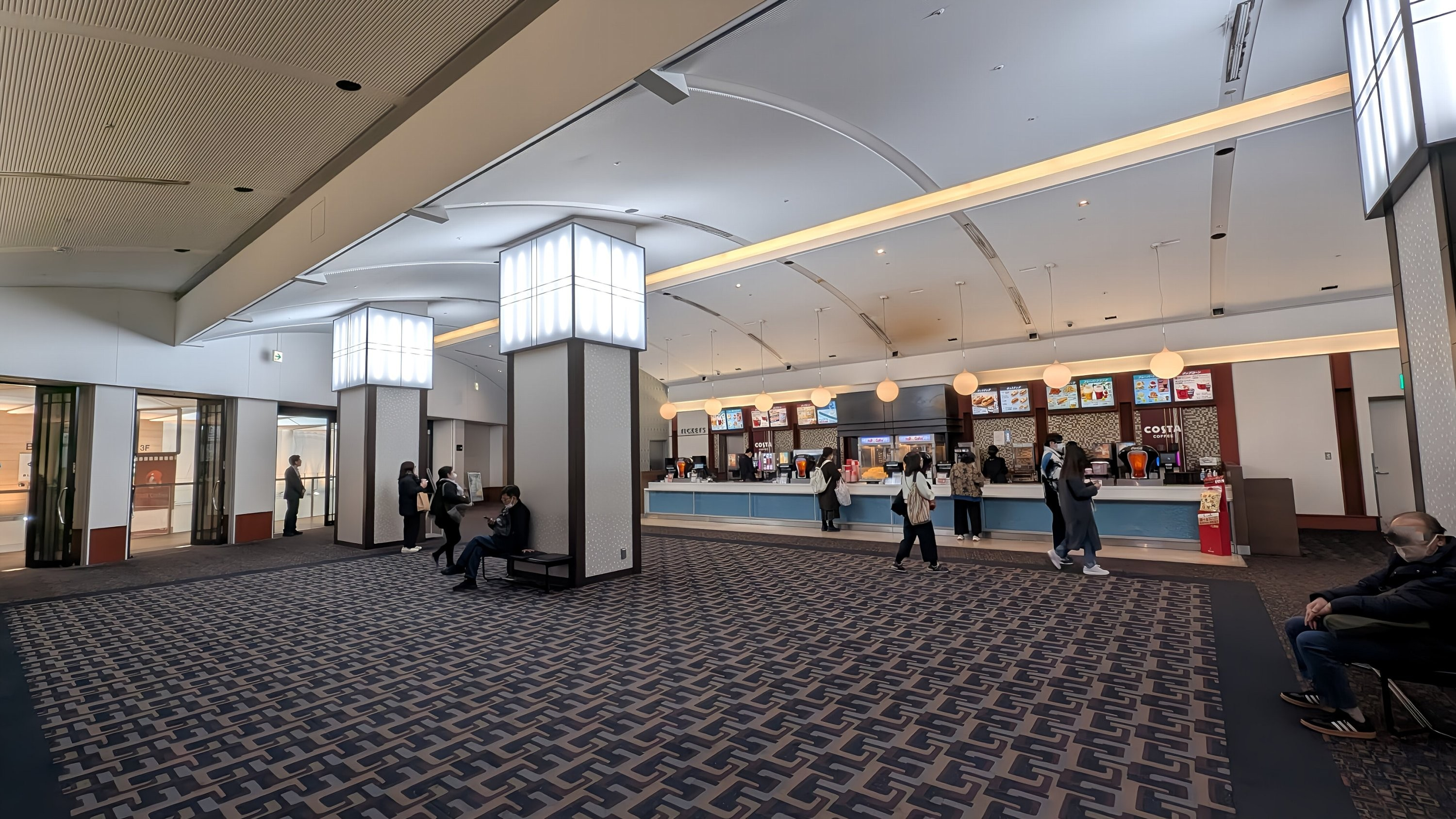
TOHOシネマズ錦糸町 オリナス

オリナスモール4階にある8スクリーン、1,457席（車椅子16席）を有するシネマコンプレックス。株式会社東京楽天地が運営・経営を行っており2022年10月現在、TOHOシネマズを冠して営業している劇場としては唯一別会社が運営を行っている。
開業当初の名称は『TOHOシネマズ錦糸町』であったが、2018年11月16日より錦糸町駅前にある楽天地ビル内の楽天地シネマズ錦糸町が「TOHOシネマズ錦糸町 楽天地」としてリニューアルオープンしたのと同時に差別化のため現名称へ改称した。
「オリナス」「楽天地」の二館体制による一体運営となっており、「楽天地」4スクリーン、851席（車椅子8席）を合わせるとTOHOシネマズ錦糸町は計12スクリーン／2,308席（車椅子24席）となる。
| No. | 座席数 | 車椅子 | サイズ(m) | サイズ(m) | 備考 |
| No. | 座席数 | 車椅子 | 縦        | 横        | 備考 |
| --- | ------ | ------ | --------- | --------- | ---- |
| １  | 172    | 2      | 3.9       | 9.2       |      |
| ２  | 450    | 2      | 6.4       | 15.2      |      |
| ３  | 159    | 2      | 3.6       | 8.7       |      |
| ４  | 223    | 2      | 4.4       | 10.5      |      |
| ５  | 114    | 2      | 3.6       | 8.6       |      |
| ６  | 114    | 2      | 3.6       | 8.6       |      |
| ７  | 112    | 2      | 3.4       | 8.3       |      |
| ８  | 113    | 2      | 3.6       | 8.6       |      |

## オリナスモールの特徴
曲線状に延びる吹き抜け通路により、歩いていくうちに景色の変化を楽しむことができる。建物配置などによる制約の下、回遊性を高め、視覚的な変化に訴える工夫は随所に見受けられる。
奥に延びる各階の通路は、床面の端部がギザギザにレイアウトされている。床面には、やはり織物をイメージしたのか、赤や黄、青のグラデーションで帯状の模様も見受けられる。各階によって床面の配色は変わり、ところどころに設けられた渡り廊下の配置も上下階でズレがある。この辺りも、視覚の変化の面白さを狙いとしていることが感じられる。

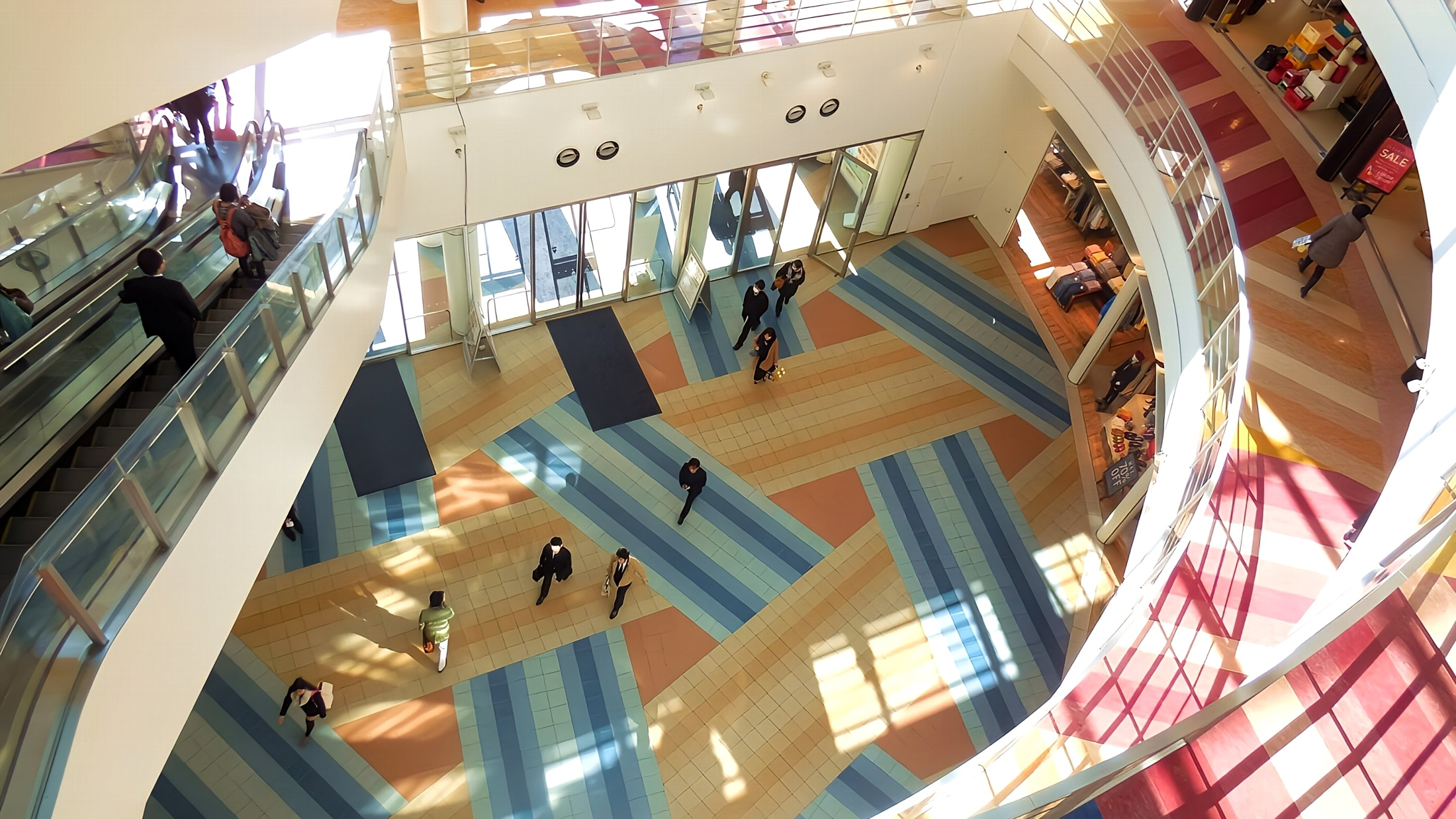
エントリーコート
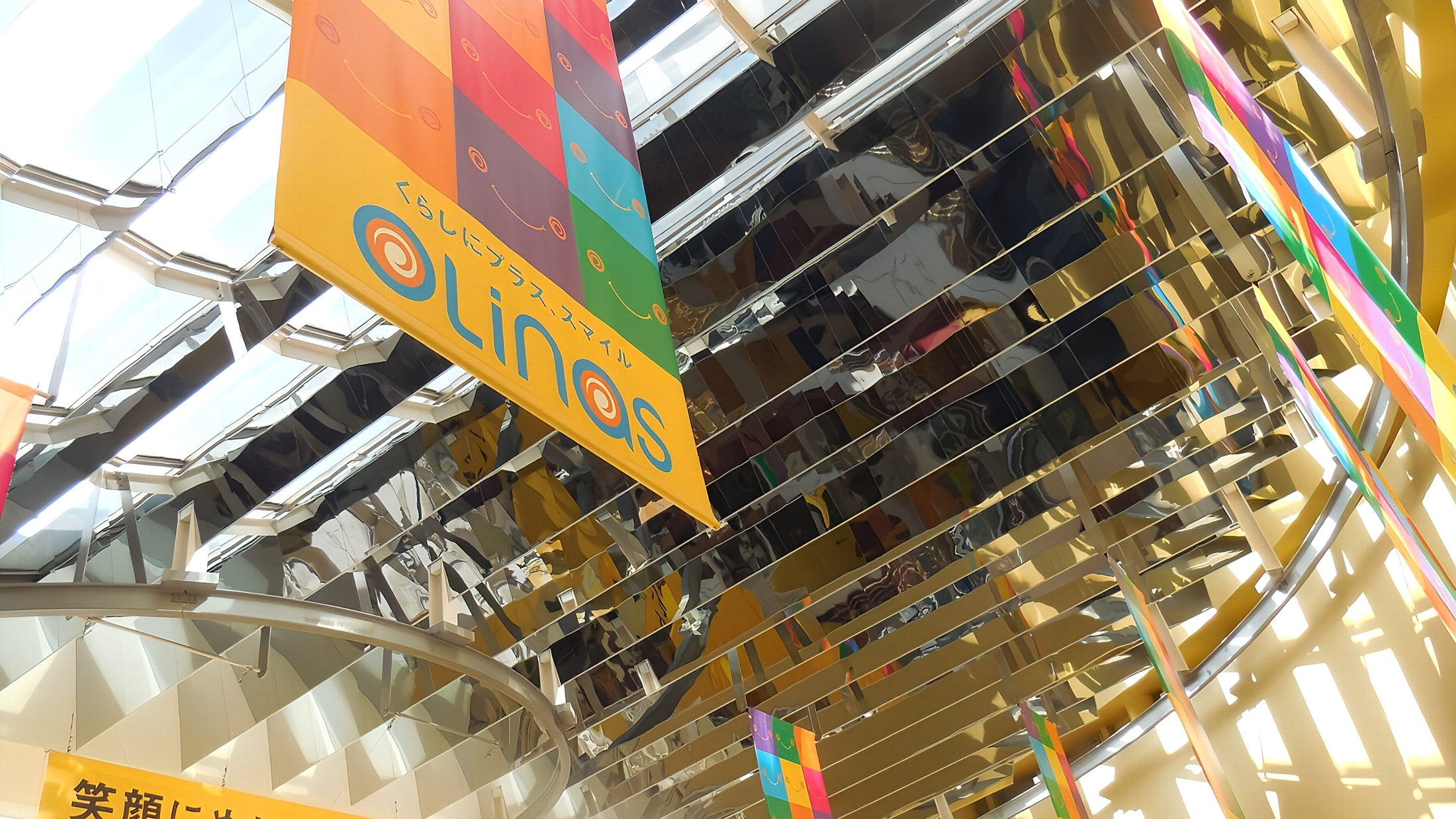
エントリーコート採光部
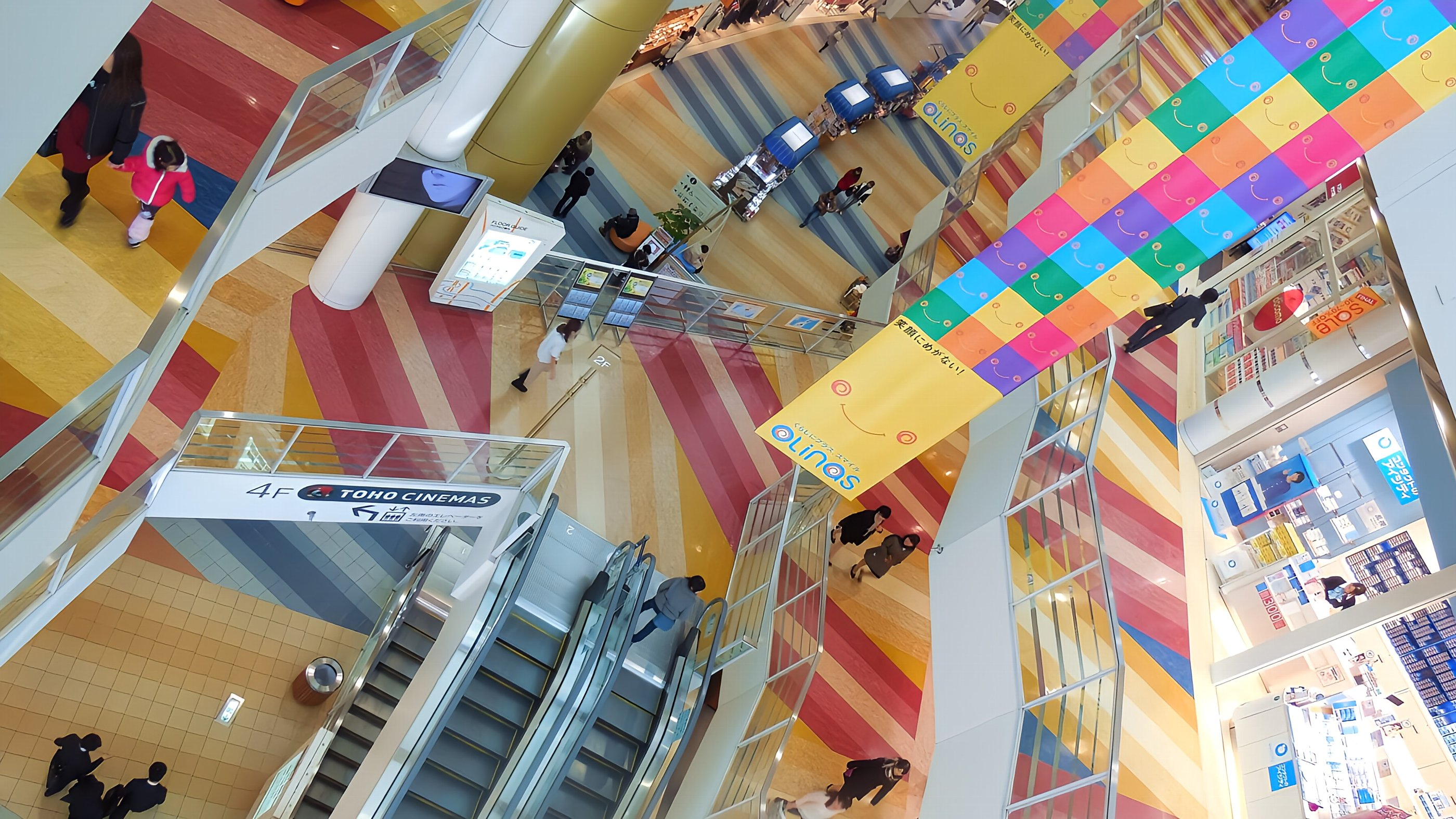
オリナスモール通路
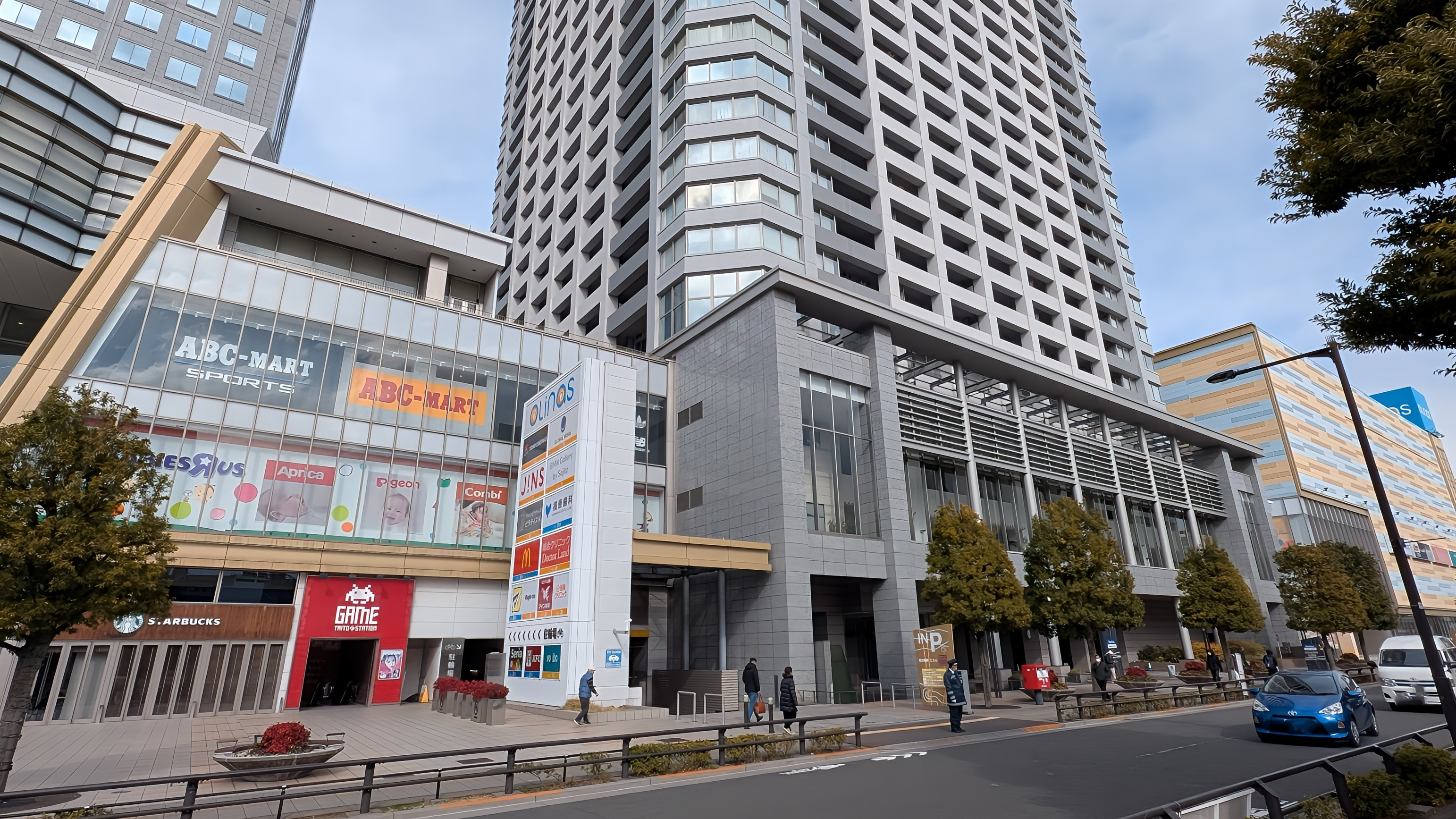
オリナス近影(左側建物がオリナスモール)